# Глікольальдегід
Глікольальдегід — органічна сполука з формулою HOCH2−CHO. Найменша можлива молекула, яка містить як альдегідну групу (−CH=O), так і гідроксильну групу (−OH). Це високоактивна молекула, яка зустрічається як у біосфері, так і в міжзоряному середовищі. Зазвичай виглядає як біла тверда речовина. Незважаючи на те, що він відповідає загальній формулі для вуглеводів, Cn(H2O)n, зазвичай не вважається сахаридом.

## Структура
Гліколевий альдегід як газ є простою мономерною структурою. Як тверда речовина і розплавлена рідина, вона існує як димер. Коллінз і Джордж повідомили про рівновагу гліколевого альдегіду у воді за допомогою NMR. У водному розчині він існує як суміш щонайменше чотирьох видів, які швидко взаємоперетворюються.

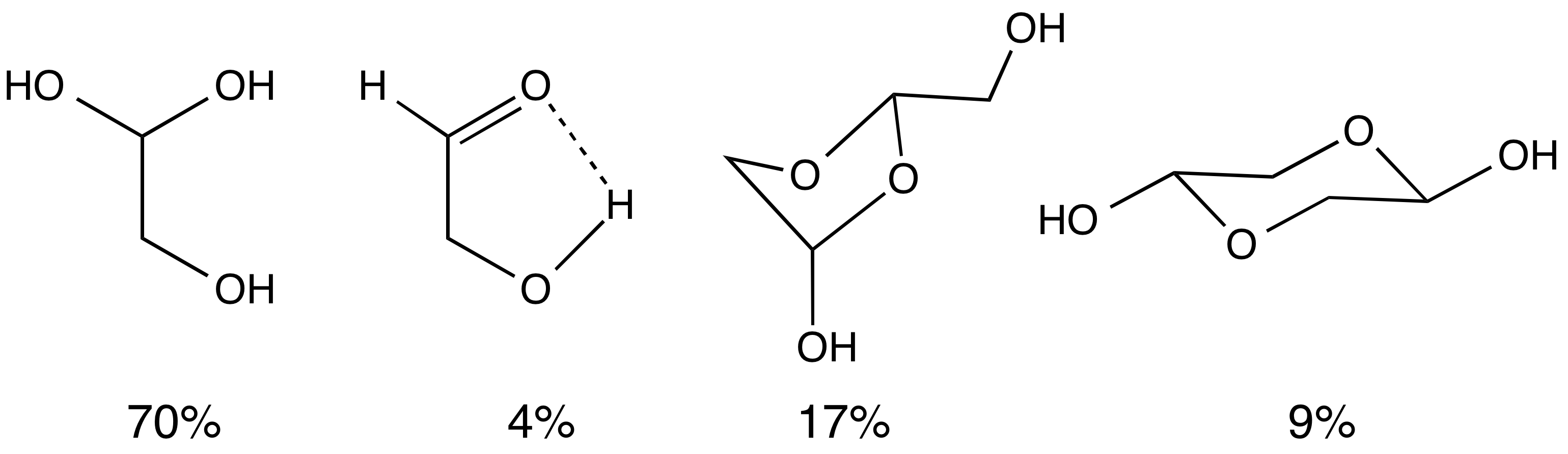
Будова та розподіл гліколевого альдегіду у вигляді 20% розчину у воді. Зауважте, що вільний альдегід є другорядним компонентом.

У кислому або основному розчині сполука піддається оборотній таутомеризації з утворенням 1,2-дигідроксіетену.

## Синтез
Гліколевий альдегід є другою за поширеністю сполукою, що утворюється при виготовленні піролізної олії (до 10% за вагою).
Гліколевий альдегід можна синтезувати окисленням етиленгліколю за допомогою перекису водню в присутності сульфату заліза (II).